# Feliks Papierniak

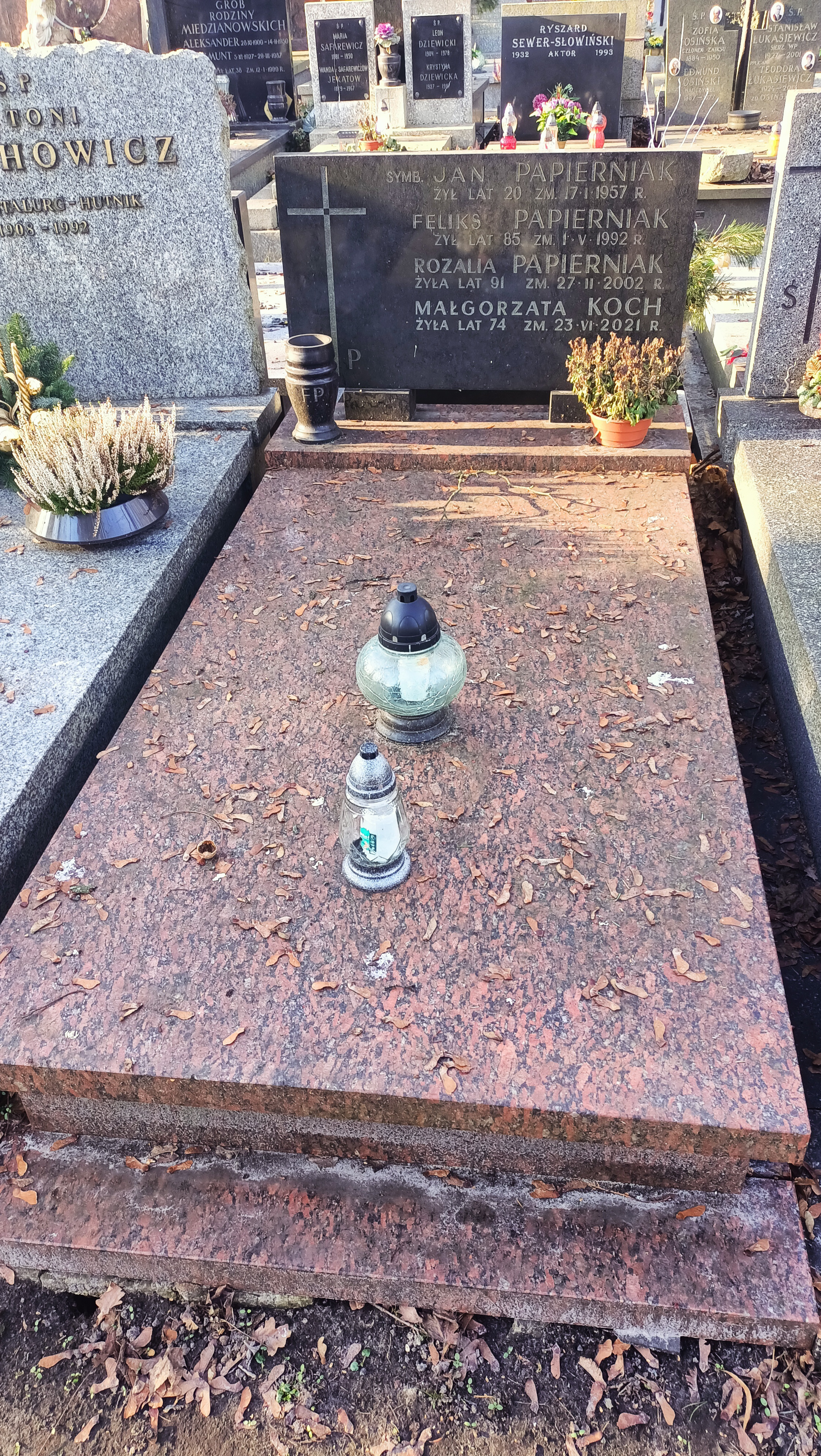
Grób Feliksa Papierniaka na Cmentarzu Wojskowym na Powązkach

Feliks Papierniak (ur. 26 sierpnia 1907 w Ząbkowicach, obecnie w granicach Dąbrowy Górniczej, zm. 1 sierpnia 1992) – polski działacz partyjny i państwowy, podsekretarz stanu w Ministerstwie Przemysłu Materiałów Budowlanych (1953–1957) oraz Ministerstwie Budownictwa i Przemysłu Materiałów Budowlanych (1957–1960).

## Życiorys
Syn Jana i Marii, z zawodu krajacz szkła. Działał w Towarzystwie Uniwersytetu Robotniczego (1926–1929) i Polskiej Partii Socjalistycznej (1937–1939). Przed II wojną światową pracował jako pomocnik biurowy na kolei w Ząbkowicach, następnie jako krajacz w Hucie Szkła Okiennego „Ząbkowice” oraz Hucie Szkła Taflowego i Technicznego w Małym Kamieniu koło Sandomierza, w międzyczasie od 1937 do 1939 kierownik sklepu lokalnej spółdzielni. Podczas okupacji używał pseudonimu „Chłop”.
Od 1940 ponownie pracował w hucie w Ząbkowicach, w 1945 był jej kierownikiem. Następnie kierował Zjednoczeniami Szklarskimi w Piotrkowie (1945–1946), Sosnowcu (1946–1947, 1948) i Jeleniej Górze (1947–1948). W latach 1950–1953 był dyrektorem naczelnym Centralnego Zarządu Przemysłu Szklarskiego w Sosnowcu. Od 1943 należał do Polskiej Partii Robotniczej, w 1948 przekształconej w Polską Zjednoczoną Partię Robotniczą. Kierował wydziałem Ekonomicznym w ramach Komitetu Wojewódzkiego PPR/PZPR w Katowicach (1948–1949). Zajmował stanowisko podsekretarza stanu w Ministerstwie Przemysłu Materiałów Budowlanych (styczeń 1953 – marzec 1957) oraz Ministerstwie Budownictwa i Przemysłu Materiałów Budowlanych (marzec 1957 – maj 1960). W latach 60. kierował Związkiem Zawodowym Pracowników Budownictwa i Przemysłu Materiałów Budowlanych, zasiadał w Centralnej Radzie Związków Zawodowych, w tym od 1964 w jej prezydium. W 1971 został też członkiem honorowym Stowarzyszenia Inżynierów i Techników Przemysłu Materiałów Budowlanych.
Został pochowany na Cmentarzu Wojskowym na Powązkach.

## Odznaczenia
W 1946 odznaczony Srebrnym Krzyżem Zasługi. W 1951 otrzymał grupową Nagrodę Państwową I stopnia w ramach Sekcji Przemysłu Lekkiego.